# Riccietum fluitantis
Zespół wgłębki pływającej (Riccietum fluitantis Slavnić 1956 em. R.Tx. 1974) – syntakson w randze zespołu należący do klasy Lemnetea minoris. Zespół ten grupuje fitocenozy z dominacją osobników należących do gatunku wgłębka wodna (Riccia fluitans).

## Charakterystyka
Fitocenozy te są dwuwarstwowe. Dość luźną warstwę powierzchniową (górną) tworzą gatunki pleustonowe, głównie z udziałem osobników należących do gatunku rzęsa drobna (Lemna minor), rzadziej innych gatunków rzęsowatych, czasem wolfia bezkorzeniowa (Wolffia arrhiza). Pod warstwą powierzchniową występuje druga warstwa (dolna) – warstwa podwodna. Warstwa ta stanowi podstawę zbiorowiska mającą do 30 cm grubości. Jest to skupienie osobników należących do gatunku wgłębka wodna (Riccia fluitans) oraz rzęsa trójrowkowa (Lemna trisulca).
WystępowanieZbiorowiska te można spotkać na powierzchni wód stojących i bardzo wolno płynących. Często fitocenozy występują w kompleksach z wyżej uorganizowanymi zbiorowiskami roślin wodnych lub nadbrzeżnych. Zbiorowisko ma dystroficzny charakter. Zasiedla wody umiarkowanie żyzne o znacznej zawartości związków humusowych, nadających wodzie często brunatne zabarwienie. W stosunku do fitocenoz ze związku Lemnion gibbae zbiorowiska te występują w wodach z mniejszymi wartościami buforowości i przewodnictwa elektrycznego, a także zawartości azotanów, natomiast o większej zawartości związków humusowych oraz mniejszym stopniu zanieczyszczenia.
Charakterystyczna kombinacja gatunków
ChCl., ChO. : rzęsa drobna (Lemna minor), spirodela wielokorzeniowa (Spirodela polyrhiza), wolfia bezkorzeniowa (Wolffia arrhiza)
ChAll. :  rzęsa trójrowkowa (Lemna trisulca), wgłębka wodna (Riccia fluitans) s.lato, wgłębik pływający (Ricciocarpos natans)
ChAss. : wgłębka wodna (Riccia fluitans) (opt.)